# Aricia elsae
Aricia elsae är en fjärilsart som beskrevs av Colin W. Wyatt 1952. Aricia elsae ingår i släktet Aricia och familjen juvelvingar. Inga underarter finns listade i Catalogue of Life.